# Comets de Spokane
Les Comets de Spokane sont une franchise de hockey sur glace professionnelle de Spokane dans l'État de Washington aux États-Unis. Ils jouaient leurs matchs à domicile au Spokane Coliseum.

## Histoire
En 1958, les propriétaires des Flyers de Spokane, équipe amateur de la Western International Hockey League depuis 1949, décident d'investir dans le hockey professionnel. Ils engagent leur équipe dans la Western Hockey League mais celle-ci ayant déjà en son sein les Flyers d'Edmonton, ils doivent changer le nom de la franchise qui devient les Spokes de Spokane. Pour leur première saison, les Spokes, entraînés par Roy McBride, terminent à la 4e place de la division Coast et se qualifient pour les séries éliminatoires où ils sont éliminés au premier tour par les Canucks de Vancouver.
Pour la saison suivante, l'équipe adopte un nouveau nom et devient les Comets de Spokane. Ce changement de nom s'accompagne d'un changement d'entraîneur, Joe Crozier remplaçant McBride, mais la franchise termine à la 7e et dernière place de la ligue et ne dispute pas les séries.
En 1960-1961, McBride est de retour à la tête de l'équipe qui termine à la 5e place de la ligue. Il parvient ainsi à la qualifier pour les séries où elle est éliminée au premier tour le 8 avril 1961, après avoir perdu en 4 matchs contre les Buckaroos de Portland. Trois jours plus tard, il est annoncé que le futur de l'équipe à Spokane n'est pas assuré et qu'elle pourrait déménager à San Francisco. Cette annonce surprenante résulte du déficit cumulé par la franchise sur les trois dernières années. Une première réunion a lieu le 13 avril sans qu'une décision soit prise ; une deuxième a lieu le 22 avril et les Comets restent finalement à Spokane pour une quatrième saison dans la WHL.
La saison 1961-1962 est la meilleure de l'histoire de la franchise. Début mars 1962, les Comets sont en course pour remporter le titre de champion de la division Sud et ne compte que six points de retard sur les Buckaroos de Portland à sept matchs de la fin de saison mais après une série de mauvais résultats, ils doivent se contenter de la deuxième place toutefois qualificative pour les séries. Au premier tour, ils rencontrent les Seals de San Francisco, troisièmes de la division. Ils remportent facilement la série en deux matches, 4-1 à San Francisco puis 7-3 à domicile, pour affronter les Buckaroos au tour suivant,. Après avoir gagné les deux premiers matchs de la série, les Comets perdent les trois suivants et se retrouvent au pied du mur avec l'obligation de gagner les deux dernières rencontres pour se qualifier pour la finale. Lors du sixième match joué à Spokane, le gardien des Comets, Edward Johnston, rate le blanchissage pour 25 secondes mais son équipe remporte le match 4-1. La 7e et dernière rencontre, également jouée à Spokane, se déroule devant une foule record de 6 543 spectateurs. Les Comets marquent deux buts en première période et un lors du deuxième tiers-temps pour mener 3-0. Les Buckaroos réduisent l'écart grâce à deux buts en deux minutes de Gord Fashoway en 3e période mais ils ne parviennent pas à égaliser et les Comets se qualifient pour la première fois de leur histoire pour la finale de la Coupe Lester Patrick où ils sont confrontés aux Flyers d'Edmonton. Les deux premiers matchs de la série finale sont joués à Spokane : les Comets remporte le premier 3-1 puis le deuxième 9-4, alors qu'ils étaient menés 3-0 après 10 minutes de jeu. Ils sont à deux victoires de la Coupe mais toutes les rencontres suivantes doivent se jouer à Edmonton. Après avoir perdu la troisième rencontre 11-2, dont 8 buts marqués par les Flyers en troisième période, Spokane domine le début de la quatrième en menant 3-0 après 22 minutes de jeu. Cette fois, Edmonton renverse le cours du match, marquant notamment 3 buts en 3 minutes 30 lors du troisième tiers-temps, et égalise à 2 victoires partout dans la série. Les Flyers remportent ensuite un troisième match consécutif mais les Comets gagnent le sixième match et la série se joue lors d'une ultime rencontre. Celle-ci se déroule le 28 avril 1962 et se sont finalement les Flyers d'Edmonton qui s'imposent 4-2 pour remporter la troisième Coupe Lester Patrick de leur histoire.
Au contraire de la saison précédente, la saison 1962-1963 n'est pas marquée par le succès. Les Comets enregistrent leur première victoire à l'extérieur, seulement leur troisième de la saison, au bout de huit matches et sont derniers de la division Sud. Début janvier 1963, ils sont toujours à la dernière place de la division, place qu'ils occupent depuis le début de la saison, mais n'ont qu'un point de retard sur la troisième place qualificative pour les séries occupée par les Seals de San Francisco. Mais après cinq défaites consécutives fin janvier, encore derniers, ils comptent 11 points de retard sur les Blades de Los Angeles et les Seals. Le 20 mars, ils sont encore à 7 points de Los Angeles, à 7 matchs de la fin de saison, leur laissant peu d'espoir pour la qualification pour les séries. Le 24 mars, après deux défaites consécutives à Los Angeles, les Comets sont officiellement éliminés de la course aux séries en étant assurés de terminer derniers de leur division.
Le 4 juin 1963, à Montréal, alors que se déroule le repêchage amateur de la LNH, Mel Smith, un des propriétaires de l'équipe, annonce qu'elle est vendue aux Maple Leafs de Toronto pour être déménagée à Denver et servir de club-école à l'équipe de la Ligue nationale de hockey. McBride, présent dans l'organisation depuis ses débuts, ne suit pas le déménagement des Comets et est remplacé par Rudy Pilous qui devient entraîneur de l'équipe renommée Invaders de Denver.

## Statistiques
| No | Saison    | PJ | V  | D  | N | BP  | BC  | Pts | Classement              | Séries éliminatoires | Entraîneur  |
| -- | --------- | -- | -- | -- | - | --- | --- | --- | ----------------------- | -------------------- | ----------- |
| 1  | 1958-1959 | 70 | 26 | 38 | 6 | 217 | 275 | 58  | 4e de la division Coast | Défaite au 1er tour  | Roy McBride |
| 2  | 1959-1960 | 70 | 19 | 48 | 3 | 201 | 324 | 41  | 7e de la WHL            | Non qualifiés        | Joe Crozier |
| 3  | 1960-1961 | 70 | 33 | 34 | 3 | 247 | 258 | 69  | 5e de la WHL            | Défaite au 1er tour  | Roy McBride |
| 4  | 1961-1962 | 70 | 37 | 28 | 5 | 272 | 242 | 79  | 2e de la division Sud   | Finalistes           | Roy McBride |
| 5  | 1962-1963 | 70 | 30 | 38 | 2 | 219 | 252 | 62  | 4e de la division Sud   | Non qualifiés        | Roy McBride |

## Logos successifs

Logo des Spokes
Logo des Comets

## Personnalités

### Joueurs
70 joueurs ont porté les couleurs des Spokes et des Comets de Spokane entre 1958 et 1963. Parmi eux, trois ont été présents dans l'effectif de la franchise pendant ses cinq saisons d'existence : Bev Bell, Gene Mekilok et Del Topoll, ce dernier étant le joueur le plus employé avec 345 matchs de saison régulière à son actif,.

### Entraîneurs
Deux entraîneurs ont été à la tête de l'équipe. Roy McBride pour la première saison, remplacé en 1959 par Joe Crozier qui est aussi joueur, puis à nouveau McBride pour les trois dernières saisons,.